# Aage Dons
Aage Dons (født 19. august 1903 på gården Svanholm ved Frederikssund, død 13. oktober 1993 på Frederiksberg) var en dansk forfatter.
Aage Dons debuterede i 1931 med hørespillet Walpurgisnacht og i bogform i 1935 med romanen Koncerten – han ville i øvrigt oprindelig være musiker.
Personerne i Aage Dons' forfatterskab er de ensomme og rodløse, og handlingen er ofte bygget op om en hændelse eller en oplysning, som pludseligt ændrer alt for hovedpersonen. Personerne er ofte frit tegnet efter virkelige personer, han har mødt. Der genfindes ofte selvbiografiske træk.
Blandt Dons' mest kendte romaner er De uønskede (1938), Frosten paa Ruderne (1948) og Den svundne tid er ej forbi (1950).
Han skrev fra 1935 til 1979 i alt 35 bøger, langt de fleste romaner og novellesamlinger, og modtog hædersbevisninger som De Gyldne Laurbær (1954), Kollegernes Ærespris (1954), Det anckerske Legat (1956), Herman Bangs Mindelegat (1959), Drachmannlegatet (1965) og Holberg-medaljen (1966).